# Futebol nos Jogos da Lusofonia de 2009
O futebol nos Jogos da Lusofonia de 2009 foi disputado em duas sedes localizadas em Lisboa, Portugal, entre 11 e 18 de julho de 2009. O Estádio José Gomes recebeu as quatro primeiras rodadas e o Estádio Nacional do Jamor a última rodada da fase única. Apenas um torneio masculino com cinco equipes foi realizado.

## Calendário
| Futebol   | Julho | Julho | Julho | Julho | Julho | Julho | Julho | Julho | Julho | Julho |
| Futebol   | 10    | 11    | 12    | 13    | 14    | 15    | 16    | 17    | 18    | 19    |
| --------- | ----- | ----- | ----- | ----- | ----- | ----- | ----- | ----- | ----- | ----- |
| Masculino |       |       |       |       |       |       |       |       | 1[a]  |       |

|  | Dia de competição |  | Dia de final |

a. ^  O torneio não teve uma final, mas a última rodada da fase única foi disputada no dia.

## Medalhistas
| Evento    | Ouro | Prata | Bronze |
| --------- | --- | --- | --- |
| Masculino | CPV Cabo Verde Rilly Djack Gégé Pedro Correia Miranda Devon Dani Rody Héldon Stopira Hélio Valter Lé Lucas Sténio Tax Leleco Zé Luís Josi | POR Portugal Pedro Trigueira Luis Portela Bura Luís Neto Carlos Alves Stélvio Cruz João Martins Pedro Moreira Rui Fonte Rui Pedro Bruno Matias Ricardo Ferreira André Santos João Diogo Luis Pedro Licá Jorge Monteiro Marco Matias Igor Pita Fábio Faria | ANG Angola Rúbia Debele Samuel Mano Lau Kuagica Moco Arsénio Amâncio Elizur Careca Titi Amarildo Esmael Paty Miguel Joca Beto Dani |

## Torneio masculino
O torneio de futebol foi disputado pelas equipes de Angola, Cabo Verde, Índia, Moçambique e Portugal, que se enfrentam em grupo único no sistema de todos contra todos. As três equipes com o maior número de pontos conquistam as medalhas de ouro, prata e bronze, respectivamente.

### Fase única
| Pos. | Equipe         | Pts | J | V | E | D | GP | GC | SG  |
| ---- | -------------- | --- | - | - | - | - | -- | -- | --- |
| 1    | CPV Cabo Verde | 10  | 4 | 3 | 1 | 0 | 11 | 2  | +9  |
| 2    | POR Portugal   | 9   | 4 | 3 | 0 | 1 | 13 | 3  | +10 |
| 3    | ANG Angola     | 7   | 4 | 2 | 1 | 1 | 9  | 5  | +4  |
| 4    | MOZ Moçambique | 3   | 4 | 1 | 0 | 3 | 2  | 9  | -7  |
| 5    | IND Índia      | 0   | 4 | 0 | 0 | 4 | 2  | 18 | -16 |

| 11 de julho de 2009 | Índia | 0 – 2     | Moçambique       | Estádio José Gomes        |
| 11:00               |       | Relatório | Maninho 27', 67' | Árbitro: POR Luís Estrela |

| 11 de julho de 2009 | Cabo Verde             | 1 – 0 | Portugal | Estádio José Gomes      |
| 17:15               | Héldon Ramos 84' (pen) |       |          | Árbitro: POR Nuno Borba |

| 12 de julho de 2009 | Angola                                            | 5 – 0     | Moçambique | Estádio José Gomes       |
| 17:15               | Paty 21', 66' · Amancio 41' · Mano 80' · Mocó 84' | Relatório |            | Árbitro: POR Nuno Afonso |

| 12 de julho de 2009 | Cabo Verde                                                                                | 7 – 1     | Índia                | Estádio José Gomes         |
| 20:15               | Dani 9', 89' · Fulganço Cardozo ?' (g.c.) · Héldon Ramos 19' (pen), 45', 62' · Valter 54' | Relatório | Daniel Fernandes 90' | Árbitro: POR José Quitério |

| 14 de julho de 2009 | Portugal                       | 2 – 0 | Moçambique | Estádio José Gomes         |
| 17:15               | Luís Pedro 82' · Rui Pedro 90' |       |            | Árbitro: POR Pedro Ribeiro |

| 14 de julho de 2009 | Índia | 0 – 2     | Angola | Estádio José Gomes           |
| 20:15               |       | Relatório |        | Árbitro: POR Rogério Ribeiro |

| 16 de julho de 2009 | Portugal                                                                     | 7 – 1 | Índia                 | Estádio José Gomes        |
| 17:15               | Bura 1' · Bruno Matias 8' 45' 56' · Rui Pedro 11' 8' · Adil Khan 20' (p. b.) |       | Cajetan Fernandes 81' | Árbitro: ANG José Mavunza |

| 16 de julho de 2009 | Cabo Verde   | 1 – 1     | Angola | Estádio José Gomes           |
| 20:15               | Héldon Ramos | Relatório |        | Árbitro: POR Hélder Malheiro |

| 18 de julho de 2009 | Cabo Verde          | 2 – 0     | Moçambique | Estádio Nacional do Jamor |
| 16:45               | Gégé 26' · Rody 84' | Relatório |            |                           |

| 18 de julho de 2009 | Portugal                                                             | 4 – 1 | Angola            | Estádio Nacional do Jamor |
| 20:00               | Rui Fonte 44 (g.p.)' · Bura 72 (g.p.)' · André Santos 74' · Licá 80' |       | Amâncio Fortes 9' |                           |